# Huib Emmer
Huib Emmer (* 6. September 1951 in Utrecht/Provinz Utrecht) ist ein niederländischer Komponist, Gitarrist und Interpret elektronischer Musik.

## Leben
Emmer studierte am Koninklijk Conservatorium Den Haag bei Jan van Vlijmen und Peter Schat und schloss das Studium 1977 mit dem Kompositionspreis ab. Er spielte von 1976 bis 1986 Bassgitarre im Ensemble Hoketus und von 1986 bis 1988 Rhythmusgitarre in der Gruppe LOOS. Als Interpret elektronischer Musik gab er Konzerte in Ungarn, Polen, Schweden, Deutschland und den Niederlanden und nahm an Festivals für neue Musik teil. 1992 gehörte er zu den Organisatoren der Nacht van de Elektricitei in Rotterdam. Mit seiner Gruppe The Good People führte er 1993–94 mehrfach seine Komposition Soft Gripper für Bassklarinette (gespielt von Peter van Bergen) und Live-Elektronik auf.
Die Kompositionen Emmers wurden u. a. von dem Pianisten Gerard Bouwhuis, dem Sänger Charles van Tassel, dem Netherlands Wind Ensemble, dem Xenakis Ensemble, dem Maarten Altena Quartet, dem Nieuw Ensemble und dem Brabant Symphony Orchestra aufgeführt. Das Concertgebouw-Orchester spielte 1986 unter Leitung von Riccardo Chailly Tussen twee werelden, ein Gemeinschaftswerk mit Gilius van Bergeijk, auf. 1990 gab die Theatergruppe Hollandia mit einem Instrumentalensemble unter Leitung von Lucas Vis die Uraufführung seiner Oper Bethlehem Hospital: William Blake in Hell nach einem Libretto von Ken Hollings.

## Werke
- Montage für Klavier und Instrumentalensemble, 1977
- Singing the Pictures, 1981
- Stukken für Klavier, 1982
- The Reel World für Oboe und Instrumentalensemble, 1984
- Koud Zout für Posaune, Kontrabass, Violine und Saxophon, 1984
- Tussen Twee Werelden (in memoriam Edgar Varèse, mit Gilius van Bergeijk) für Instrumentalensemble und Tonband, 1985
- Bloed en Olie für Tenorsaxophon und elektrische Gitarre, 1986
- Bethlehem Hospital William Blake In Hell, Oper (Libretto von Ken Hollings), 1986–88
- The Rags of Time für Bariton und Instrumentalensemble (Text von John Donne), 1989
- Point Blank für zwei Klaviere, 1990
- Pulse Palace für Instrumentalensemble, 1992
- Crawling Up The Wall für Instrumentalensemble, 1992
- Soft Gripper für Bassklarinette und Live-Elektronik, 1993
- The Twist für Live-Elektronik, 1995
- Memory Drums für Instrumentalensemble und Live-Elektronik, 1996
- Possession für zwei Instrumentalensemble und Live-Elektronik, 1997
- Metal Zombie für Live-Elektronik, 1998
- Glorious Stranger für Instrumentalensemble und Live-Elektronik, 1999
- De Blokken van K. für Saxophonquartett, 2000
- Radion für Elektronik, 2000
- Camera Obscura für Klavier und Live-Elektronik, 2000
- Modern Impulses für Flöte und Live-Elektronik, 2001
- O-TON für zwei Klaviere und Live-Elektronik, 2002
- White Sands für Violine und Klavierduo, 2004
- Umformer für Live-Elektronik, 2004
- Fatalis Machina für Live-Elektronik und Bildmaterial (von Remco Schuurbiers), 2003
- Vertekening für Instrumentalensemble, 2003
- Error 40080200, Digitalfilm (mit Remco Schuurbiers), 2003
- LOOPSTATE für Kammerorchester und Live-Elektronik, 2003
- Welcome To Disturbia (Hörspiel, Text von Ken Hollings), 2003
- Aurora für vier elektrische Gitarren, 2005
- Faces, Musikprojekt mit dem Filmemacher  Joost van Veen, 2005
- Blue Distance für Tenorsaxophon und Live-Elektronik, 2005
- 45 Geluiden in een doos, interaktives Elektronikmusik-Projekt mit Rom Gaastra, 2005
- Vortex für Live-Elektronik, Instrumentalensemble und Livebilder von Joost Van Veen, 2006
- Electric Shadows für Klavier und Live-Elektronik, 2006
- Even a Phantom für Stimme, Klavier und Live-Elektronik, 2007
- Langzaam werd het onbestaand, elektronische Musik für das Sound Museum, 2008 FM. Duration 4 minutes.
- Faces-Tijdlus, vier Stücke für die Multimediagruppe Faces, 2008
- Patterns of Light für Perkussion und Live-Elektronik, 2008
- Zoyd’s Memory für Klavier, Flöte, Posaune und Klarinette, 2008
- Picturedrome für Klavier, Posaune und Violine, 2009
- Rechthoek met stemmen (Part 1, 2, 3), elektronische Musik, 2009
- Walking Shadows für Flöte, elektronische Orgel, Kontrabass und Posaune, 2009
- MUMLER, Projekt für die Multimediagruppe Faces, 2010
- Picturedrome, Teil 2 und 3, 2010
- PANDORA FUZZ für Klavier, Posaune, Kontrabass, Flöte und Live-Elektronik, 2011
- Nachthexen für drei Orgeln, Flöte, Stimme, Posaune, Kontrabass und Live-Elektronik, 2012
- Chrome, elektronische Soundtrack für den Film von Esther Urlus, 2013
- Page of Madness, Live-Elektronik mit der Filmemacherin Esther Urlus und dem Musiker Henk Bakker, 2013
- La Perle de Sang für Klavier und Live-Elektronik, 2016
- ergänzende elektronische Musik zur Tanzperformance Thron von Kristina de Chatel (Originalmusik von Patricio Wang), 2017
- Project Distant Star, elektronische Performance, 2018